# Racing Louisville Football Club
Il Racing Louisville Football Club, meglio noto come Racing Louisville, è una società sportiva di calcio femminile professionistico statunitense con sede a Louisville, nello stato federato del Kentucky. Fondata nell'ottobre 2019 nell'ambito del programma di espansione della lega, la squadra, di proprietà Soccer Holdings, LLC, per la stagione 2021 la squadra milita in National Women's Soccer League, livello di vertice del campionato statunitense di categoria, disputando le partite interne al Lynn Family Stadium, impianto dalla capienza di 15 304 spettatori.

## Storia
Louisville è stata menzionata come potenziale candidata per una squadra di espansione nella National Women's Soccer League già nel 2018, poco dopo l'inizio della costruzione della loro specifica sede per il calcio, il Lynn Family Stadium. Il gruppo di proprietà del club Louisville City, che milita in USL Championship, ha iniziato le discussioni preliminari con la lega l'anno successivo, con l'intenzione di entrare nella stagione 2020. Il team di espansione della NWSL di Louisville è stato annunciato ufficialmente il 22 ottobre 2019, condividendo il suo gruppo di proprietà con il Louisville City FC. Avrebbe iniziato a giocare nel 2021 al Lynn Family Stadium.
Nel novembre 2019, la NWSL ha presentato una domanda di marchio per "Proof Louisville FC", che è stata confermata dal Louisville City FC come nome preliminare per la squadra. Il nome fa riferimento all'industria locale del bourbon utilizzando il termine proof, misura che indica la quantità di etanolo contenuto in una bevanda alcolica. Il gruppo di proprietà ha successivamente annunciato nell'aprile 2020 che avrebbe esplorato altri nomi con il contributo della comunità dopo un'accoglienza tiepida da parte dei tifosi. Il nuovo nome del club, Racing Louisville FC, è stato presentato ufficialmente l'8 luglio 2020. La PNC Bank è stata annunciata come primo sponsor del kit del club il 1º luglio 2020, con il logo della società che appare sul retro delle maglie della squadra. Il 17 dicembre 2020, Louisville City ha annunciato che GE Appliances, che era già stato lo sponsor principale della maglia del club (cioè sulla parte anteriore del kit), avrebbe ampliato questa sponsorizzazione per includere tutti i club sotto l'ombrello di Louisville City, incluso il Racing.
Il 12 agosto 2020 il club ha annunciato che Christy Holly, l'ex head coach dello Sky Blue, ha ricevuto l'incarico di responsabile tecnico della squadra per la prima stagione del Racing Louisville. Il club ha fatto il suo debutto nella NWSL all'edizione 2021 della NWSL Challenge Cup, dove, inserita nell'East Division, con due sconfitte e due pareggi ha chiuso il girone al 5º e ultimo posto. Il Racing Louisville FC ha fatto il suo debutto in casa il 15 maggio 2021, pareggiando a reti inviolate contro il Kansas City NWSL.
Holly venne esonerata per giusta causa il 31 agosto 2021 e il club ha nominato Mario Sanchez, capo del settore giovanile del club ed ex collegiate coach, come head coach ad interim.

## Organico

### Rosa 2022
Rosa, ruoli e numeri di maglia aggiornati al 16 marzo 2022.
| N. |                        | Ruolo | Calciatrice     |
| -- | ---------------------- | ----- | --------------- |
| 1  | Stati Uniti (bandiera) | P     | Katie Lund      |
| 2  | Stati Uniti (bandiera) | C     | Lauren Milliet  |
| 3  | Stati Uniti (bandiera) | D     | Erin Simon      |
| 4  | Inghilterra (bandiera) | D     | Gemma Bonner    |
| 5  | Stati Uniti (bandiera) | A     | Cece Kizer      |
| 6  | Stati Uniti (bandiera) | C     | Jaelin Howell   |
| 7  | Stati Uniti (bandiera) | C     | Savannah DeMelo |
| 8  | Svezia (bandiera)      | C     | Freja Olofsson  |
| 9  | Inghilterra (bandiera) | A     | Ebony Salmon    |
| 10 | Danimarca (bandiera)   | A     | Nadia Nadim     |
| 11 | Stati Uniti (bandiera) | D     | Emily Fox       |
| 12 | Stati Uniti (bandiera) | C     | Taylor Malham   |

| N. |                        | Ruolo | Calciatrice      |
| -- | ---------------------- | ----- | ---------------- |
| 13 | Stati Uniti (bandiera) | A     | Emina Ekic       |
| 14 | Stati Uniti (bandiera) | A     | Jessica McDonald |
| 17 | Stati Uniti (bandiera) | D     | Nealy Martin     |
| 18 | Stati Uniti (bandiera) | P     | Hillary Beall    |
| 19 | Stati Uniti (bandiera) | C     | Taylor Otto      |
| 20 | Giamaica (bandiera)    | A     | Cheyna Matthews  |
| 21 | Stati Uniti (bandiera) | A     | Parker Goins     |
| 22 | Stati Uniti (bandiera) | A     | Kirsten Davis    |
| 23 | Stati Uniti (bandiera) | A     | Sh'Nia Gordon    |
| 24 | Stati Uniti (bandiera) | P     | Jordyn Bloomer   |
| 26 | Stati Uniti (bandiera) | D     | Addisyn Merrick  |

### Rosa 2021
Rosa, ruoli e numeri di maglia aggiornati al 9 giugno 2021.
| N. |                        | Ruolo | Calciatrice                        |
| -- | ---------------------- | ----- | ---------------------------------- |
| 1  | Stati Uniti (bandiera) | P     | Michelle Betos (capitano)          |
| 2  | Stati Uniti (bandiera) | C     | Lauren Milliet                     |
| 3  | Stati Uniti (bandiera) | D     | Erin Simon                         |
| 4  | Inghilterra (bandiera) | D     | Gemma Bonner                       |
| 5  | Stati Uniti (bandiera) | A     | Cece Kizer                         |
| 7  | Stati Uniti (bandiera) | A     | Savannah McCaskill (vice-capitano) |
| 8  | Svezia (bandiera)      | C     | Freja Olofsson                     |
| 9  | Inghilterra (bandiera) | A     | Ebony Salmon                       |
| 10 | Danimarca (bandiera)   | A     | Nadia Nadim                        |
| 11 | Stati Uniti (bandiera) | D     | Emily Fox                          |
| 12 | Stati Uniti (bandiera) | D     | Sinclaire Miramontez               |
| 13 | Stati Uniti (bandiera) | A     | Emina Ekic                         |
| 14 | Stati Uniti (bandiera) | D     | Nealy Martin                       |

| N. |                        | Ruolo | Calciatrice     |
| -- | ---------------------- | ----- | --------------- |
| 15 | Stati Uniti (bandiera) | D     | Brooke Hendrix  |
| 16 | Stati Uniti (bandiera) | D     | Julia Ashley    |
| 17 | Giappone (bandiera)    | A     | Yūki Nagasato   |
| 18 | Stati Uniti (bandiera) | D     | Kaleigh Riehl   |
| 19 | Stati Uniti (bandiera) | C     | Taylor Otto     |
| 20 | Giamaica (bandiera)    | A     | Cheyna Matthews |
| 21 | Stati Uniti (bandiera) | P     | Shelby Money    |
| 22 | Stati Uniti (bandiera) | A     | Katie McClure   |
| 23 | Stati Uniti (bandiera) | P     | Katie Lund      |
| 26 | Stati Uniti (bandiera) | D     | Addisyn Merrick |
| 27 | Stati Uniti (bandiera) | A     | Vanessa Kara    |
| 33 | Stati Uniti (bandiera) | A     | Jorian Baucom   |